# Gradsko-kotarska nogometna liga Rijeka 1960./61.
Gradsko-kotarska nogometna liga Rijeka, također i pod nazivima Gradsko-kotarsko prvenstvo Rijeke, Kotarsko nogometno prvenstvo Rijeke, Kotarska liga Rijeka je bila liga petog stupnja nogometnog prvenstva Jugoslavije u sezoni 1960./61. 
 
Sudjelovalo je ukupno 9 klubova, a prvak je bio "Lučki radnik" iz Rijeke. 

## Ljestvica
| mj. | klub                | ut.      | pob.     | ner.     | por.     | gol+     | gol-     | bod      |
| --- | ------------------- | -------- | -------- | -------- | -------- | -------- | -------- | -------- |
| 1.  | Lučki radnik Rijeka | 9        | 6        | 2        | 1        | 30       | 16       | 14       |
| 2.  | Pomorac Kostrena    | 9        | 5        | 1        | 3        | 24       | 17       | 11       |
| 3.  | Rječina Dražice     | 9        | 4        | 2        | 3        | 28       | 19       | 10       |
| 4.  | Klana               | 9        | 5        | 0        | 4        | 18       | 19       | 10       |
| 5.  | Goranka Ravna Gora  | 9        | 1        | 1        | 7        | 10       | 27       | 3        |
| 6.  | Viktor Lenac Rijeka | 5        | 1        | 0        | 4        | 5        | 17       | 2        |
|     | Omladinac Vrata     | odustali | odustali | odustali | odustali | odustali | odustali | odustali |
|     | Primorac Šmrika     | odustali | odustali | odustali | odustali | odustali | odustali | odustali |
|     | Transjug Rijeka     | odustali | odustali | odustali | odustali | odustali | odustali | odustali |

- "Viktor Lenac" odustao nakon jesenskog dijela

## Rezultatska križaljka
| kratica | klub                | GOR | KLA | LUR | POM | RJE | VIKL | OML | PRI | TRA |
| --- | ------------------- | --- | --- | --- | --- | --- | ---- | --- | --- | --- |
| GOR | Goranka Ravna Gora  |     |     |     |     |     |      |     |     |     |
| KLA | Klana               |     |     |     |     |     |      |     |     |     |
| LUR | Lučki radnik Rijeka |     |     |     |     |     |      |     |     |     |
| POM | Pomorac Kostrena    |     |     |     |     |     |      |     |     |     |
| RJE | Rječina Dražice     |     |     |     |     |     |      |     |     |     |
| VIKL | Viktor Lenac Rijeka |     |     |     |     |     |      |     |     |     |
| OML | Omladinac Vrata     |     |     |     |     |     |      |     |     |     |
| PRI | Primorac Šmrika     |     |     |     |     |     |      |     |     |     |
| TRA | Transjug Rijeka     |     |     |     |     |     |      |     |     |     |
| |                     |     |     |     |     |     |      |     |     |     |
| podebljan rezultat - (1. utakmica između klubova) rezultat normalne debljine - (2. utakmica između klubova) rezultat nakošen - nije vidljiv redoslijed odigravanja međusobnih utakmica iz dostupnih izvora rezultat smanjen * - iz dostupnih izvora nije uočljiv domaćin susreta prekrižen rezultat - poništena ili brisana utakmica p - utakmica prekinuta 3:0 p.f. / 0:3 p.f. - rezultat 3:0 bez borbe n.i. - nije igrano |                     |     |     |     |     |     |      |     |     |     |

 Izvori: